# Aka Moon
Aka Moon est un groupe de jazz belge, originaire de Molenbeek-Saint-Jean. Leur style musical mêle rock et musiques du monde.

## Histoire
Le groupe est formé en 1992. Les musiciens d'Aka Moon, Fabrizio Cassol (saxophone alto), Michel Hatzigeorgiou (basse) et Stéphane Galland (batterie), sont reconnus pour pratiquer une musique riche, influencée par leurs voyages autour du monde. Leur musique est très influencée par celle de Steve Coleman, notamment en ce qui concerne la polyrythmie.
De nombreuses collaborations « exotiques », notamment avec les pygmées d’Afrique centrale (d’où le groupe tire son nom), ou des percussionnistes indiens, sont présentes dans leur discographie composée d'une vingtaine d’albums. Ils ont déjà fait des enregistrements avec des artistes tels que Pierre Van Dormael, David Gilmore, Mark Turner, Kris Defoort, Umayalpuram K. Sivaraman (tabla) ou Umaya Epuram K. Le trio de jazz a été invité dans plus d’une trentaine de pays et dans les plus grands festivals (Montréal Jazz Festival, Vancouver Jazz Festival, New York Jazz Festival).
Dès le début, le groupe collabore avec les chorégraphes flamands comme Anne Teresa De Keersmaeker pour In Real Time (2000), Alain Platel pour VSPRS (2006) et Pitié ! (2008), et Lisi Estaràs pour Patchagonia (2007).
En 2013, le groupe se voit décerner l'octave Jazz lors des Octaves de la musique. En 2016, le groupe remporte l'octave Jazz.

## Membres
- Fabrizio Cassol - saxophone alto, compositions
- Michel Hatzigeorgiou - basse
- Stéphane Galland - batterie

## Discographie

### Carbon 7 Records
- 1992 : Aka Moon
- 1992 : Nzomba
- 1994 : Rebirth
- 1995 : Akasha vol. 1
- 1995 : Akasha vol. 2
- 1997 : Ganesh
- 1997 : Elohim
- 1998 : Live at Vooruit
- 1999 : Invisible Mother
- 1999 : Live at the Kaai
- 2000 : Invisible Sun
- 2001 : In Real Time
- 2001 : Invisible Moon

### De W.E.R.F. Records
- 2002 : Guitars (Werf Records (en))

### Cypres Records
- 2006 : Amazir
- 2009 : Culture Griot
- 2010 : Aka Moon + DJ Grazzoppa's DJ Bigband
- 2012 : Unison

### Outhere Records
- 2015 : Double Live : Aka Balkan Moon & AlefBa
- 2015 : The Scarlatti Book
- 2015 : Nasa Na
- 2017 : Constellations Box
- 2018 : NOW
- 2023 : Quality of Joy